# Кокарево (Юровское муниципальное образование)
Кокарево — деревня в Грязовецком районе Вологодской области.
Входит в состав Юровского муниципального образования, с точки зрения административно-территориального деления — в Покровский сельсовет.
Расстояние до районного центра Грязовца по автодороге — 34 км, до центра муниципального образования Юрово по прямой — 23 км. Ближайшие населённые пункты — Плющево, Куземкино, Фетинино.
По переписи 2002 года население — 4 человека.